# Xuanzhouhua
Xuanzhouhua (spreek uit als: [Sjwen Djoow Ggwaa]) is de verzamelnaam van de Westelijke Wu-dialecten in Zuid-Anhui, Zuidwest-Jiangsu en Noordoost-Zhejiang. Xuanzhouhua wordt heden nog vaak gesproken door huisvrouwen en bejaarden. De sprekers denken dat hun subtaal nog lang zal bestaan en daarom noemen ze het "cǐdehuà 此地话" of "wéibālǎohuà 圩巴老话". Ongeveer 3,1 miljoen mensen spreken een dialect van de subtaal Xuanzhouhua.
- Sino-Tibetaanse talen
  - Chinese talen
    - Wu
      - Xuanzhouhua

## Onderverdeling
Het Xuanzhouhua kan men verdelen in drie vormen:
- Tongjing 铜泾
- Taigao 太高
- Shiling 石陵

## Tongjing
De vorm Tongjing wordt gesproken in de provincie Anhui. In de gebieden Tong, Jingxian, Ningguo, Fancang, Noord- en West-Nanling, Xuancheng, huxian, Dangtu, Qingyang, Oost-Guichi, Oost-Shitai en Taiping. Deze gebieden hebben samen 2,3 miljoen inwoners.

## Taigao
De vorm Taigao wordt gesproken in de provincies Anhui, Jiangsu en Zhejiang. In de gebieden Taiping, Ningguo, Dangtu, West-Gaochun, Zuid-Lishui en Lin'an wordt deze vorm het meest gesproken en samen hebben ze 130.000 inwoners.

## Shiling
De vorm Shiling wordt gesproken in de provincie Anhui. In de gebieden Shitai, Qingyang en Jingxian wordt deze vorm het meest gesproken en samen hebben ze 650.000 inwoners.